# Porto-Novo
Porto-Novo è la capitale ufficiale del Benin e il capoluogo del dipartimento di Ouémé con 255 878 abitanti (stima 2006). È un porto affacciato sulla laguna di Porto-Novo, un braccio del golfo di Guinea. Porto-Novo è la seconda città per dimensioni del Benin, ma è meno importante dal punto di vista commerciale e industriale di Cotonou. La città è il centro agricolo della regione, il cui prodotto principale è l'olio di palma. Esporta inoltre cotone e kapok.

## Storia
Porto-Novo venne probabilmente fondata alla fine del XVI secolo dal popolo gun. Deve il suo nome ai portoghesi (Porto-Novo significa "porto nuovo"), che vi costruirono uno scalo commerciale nel XVII secolo allo scopo di imbarcare gli schiavi africani diretti nelle Americhe. Il regno di Porto-Novo accettò la protezione francese nel 1863 allo scopo di difendersi dall'accerchiamento britannico. Comunque, il confinante regno di Abomey non tollerava la presenza francese e scoppiò la guerra. Nel 1883 la marina francese sbarcò a Porto-Novo e Cotonou, e Porto-Novo venne inclusa nella colonia francese del Dahomey, della quale nel 1900 divenne la capitale.

### Clima
| Porto-Novo          | Mesi | Mesi | Mesi | Mesi | Mesi | Mesi | Mesi | Mesi | Mesi | Mesi | Mesi | Mesi | Stagioni | Stagioni | Stagioni | Stagioni | Anno  |
| Porto-Novo          | Gen  | Feb  | Mar  | Apr  | Mag  | Giu  | Lug  | Ago  | Set  | Ott  | Nov  | Dic  | Inv      | Pri      | Est      | Aut      | Anno  |
| ------------------- | ---- | ---- | ---- | ---- | ---- | ---- | ---- | ---- | ---- | ---- | ---- | ---- | -------- | -------- | -------- | -------- | ----- |
| T. max. media (°C)  | 31,9 | 32,7 | 32,8 | 32,5 | 31,5 | 29,7 | 28,6 | 28,2 | 29,0 | 29,9 | 31,6 | 32,0 | 32,2     | 32,3     | 28,8     | 30,2     | 30,9  |
| T. min. media (°C)  | 23,9 | 25,0 | 25,6 | 25,1 | 24,4 | 23,2 | 23,1 | 22,8 | 23,3 | 23,4 | 24,1 | 23,7 | 24,2     | 25,0     | 23,0     | 23,6     | 24,0  |
| Precipitazioni (mm) | 15   | 36   | 80   | 118  | 195  | 313  | 158  | 47   | 129  | 157  | 50   | 22   | 73       | 393      | 518      | 336      | 1 320 |

## Turismo

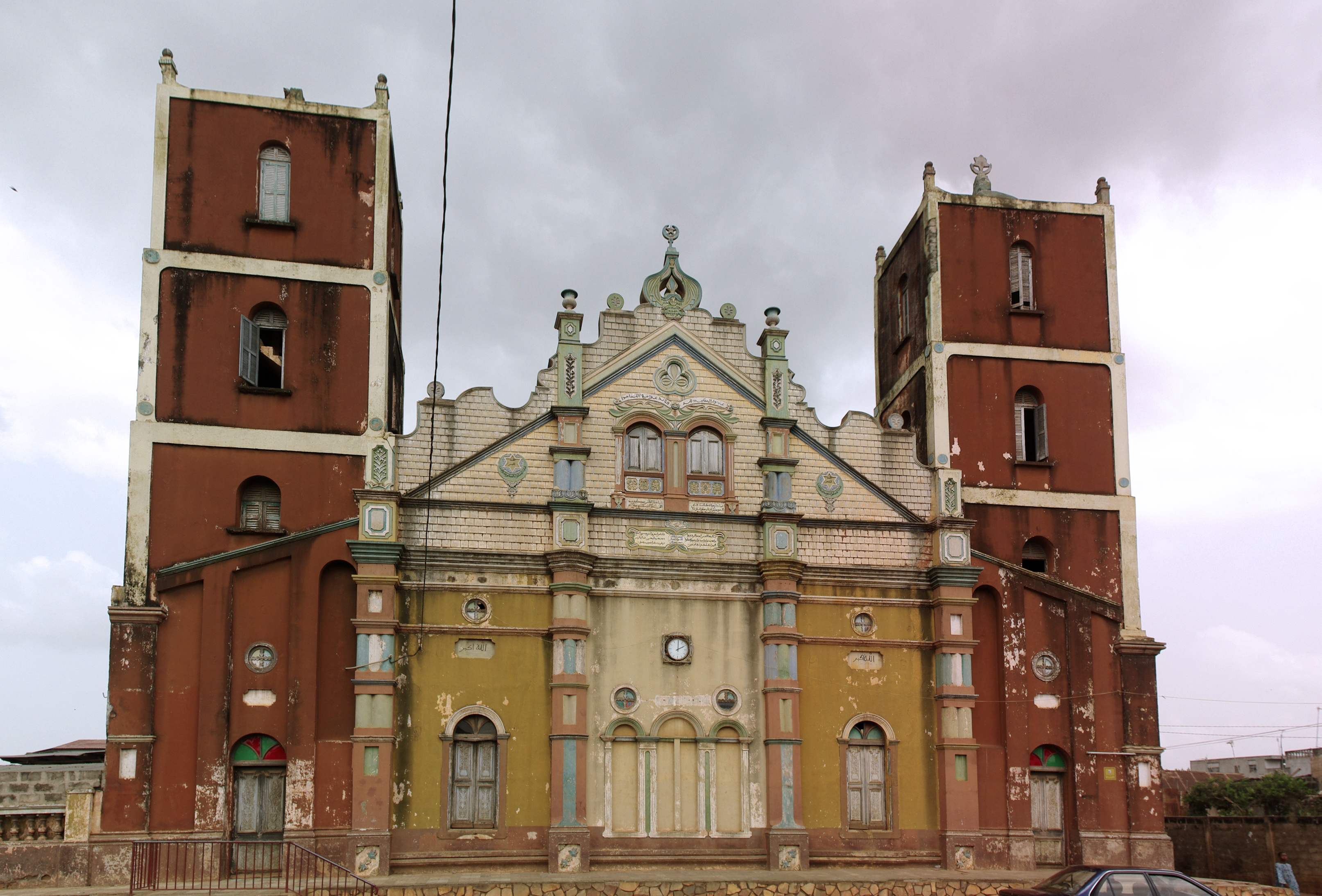
La Grande moschea

Nella città si trovano l'Istituto di Studi Superiori del Benin, il museo di etnografia di Porto-Novo e il palazzo di re Toffa.